# Середнє Велике
Середнє Велике (пол. Średnie Wielkie) — лемківське село в Польщі, у гміні Загір'я Сяноцького повіту Підкарпатського воєводства.
Населення — 399 осіб (2011).

## Розташування
Знаходиться 13 км на південь від Загір'я, 17 км на південь від Сяніка  і 72 км на південь від Ряшева. Лежить над  річкою Кальничка — правою притокою Ослави.

## Історія
Перша письмова згадка припадає на 1449 рік — власність Яна Стечковича з Тарнави. Входило до Сяноцької землі Руського воєводства.
У 1772-1918 рр. — у складі Австро-Угорської монархії. 1889 року село нараховувало 107 будинків і 797 мешканців (763 греко-католики, 11 римо-католиків і 23 юдеї), греко-католики належали до Вільховецького деканату Перемиської єпархії.
У 1919-1939 рр. — у складі Польщі. Село належало до Ліського повіту Львівського воєводства. В 1934-1939 рр. село було у складі ґміни Лукове.
На 01.01.1939 р. в селі було переважно лемківське населення: з 1180 жителів села — 1130 українців-грекокатоликів, 5 українців-римокатоликів, 5 поляків і 40 євреїв.
У середині вересня 1939 року німці окупували село і в 1941-1943 рр. винищили євреїв. У вересні 1944 року радянські війська заволоділи територією села. Після Другої світової війни Закерзоння, попри сподівання українців на входження в УРСР, було віддане Польщі.
В 1945–1947 роках все українське населення було піддане етноциду — насильно переселене як до СРСР так й до північно-західної Польщі — Повернених Земель.. Переважну більшість мешканців села сьогодні становлять поляки.
У 1975-1998 роках село належало до Кросненського воєводства.

## Церква
У 1894 р. збудована мурована церква Преп. М. Параскевії. До 1947 р. в селі була парохіяльна греко-католицька церква, яка належала до Ліського деканату Перемиської єпархії. Після виселення українців церква занесена.

## Демографія
Демографічна структура станом на 31 березня 2011 року:
|          | Загалом | Допрацездатний вік | Працездатний вік | Постпрацездатний вік |
| -------- | ------- | ------------------ | ---------------- | -------------------- |
| Чоловіки | 193     | 49                 | 133              | 11                   |
| Жінки    | 206     | 50                 | 131              | 25                   |
| Разом    | 399     | 99                 | 264              | 36                   |